# Granville (Ohio)

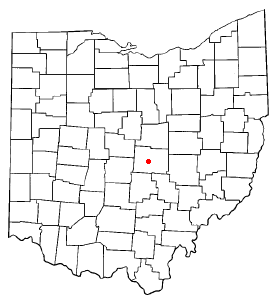
Granville na planie stanu Ohio

Granville – wieś w USA, w stanie Ohio, w hrabstwie Licking.
Liczba mieszkańców w 2000 roku wynosiła 5 646, a w roku 2012 wynosiła 5 648.